# 리그컵 (대한민국)
리그컵 (League Cup)으로 불리는 이 대회는 K리그의 구단 수가 적어 홈 앤드 어웨이 방식으로는 충분한 정규리그 경기를 치를 수 없기 때문에, 일정한 경기수를 보장하기 위해 열리는 대회였다. 본래 1986년에 정규리그인 축구대제전 이외에 프로구단들만 참여하여 프로축구선수권대회라는 이름으로 열린 대회가 정규리그 이외로 개최되는 별도 대회의 시초로 여겨지며 한국프로축구연맹은 이 대회를 리그컵 성격으로 분류하고 있다. 1997년부터 2000년까지는 추가로 또하나의 리그컵을 창설하여 한 해에 두 개의 리그컵이 개최되었지만, 2001년부터는 다시 하나의 정규리그와 하나의 리그컵이 열리는 것으로 정착되었다.
하지만, 리그컵은 우승 팀에게 상금 이외에 어떠한 동기부여 수단이 없어 애물단지처럼 취급되기도 한다. 주중 야간 경기의 관중 동원은 매우 저조하고, 일부 구단은 2군 선수들의 시험 목적으로 대회를 활용하면서 팬들의 외면을 받아오곤 했다. 이에 프로축구연맹에서는 유인책으로 우승 팀에게 2009년에서는 팬퍼시픽 챔피언십 출전권을 부여하였고, 2008년 대회 우승 팀인 수원 삼성 블루윙즈가 첫 수혜대상이 되어 대회에 참가하였고 우승컵을 들어 올렸다. 그러나 2010년부터 팬퍼시픽 챔피언십이 중단됨에 따라 출전권은 자동적으로 사라졌다.
리그컵은 과거에 아디다스나 대한화재 등이 스폰서를 하면서 아디다스컵, 또는 대한화재컵 등으로 불리기도 했으나, 2004년부터 삼성전자에서 계속 스폰서를 맡아 5년간 삼성 하우젠 리그컵대회라고 불리었다. 2009년부터 삼성전자에서 스폰서를 포기함에 따라 한국프로축구연맹 곽정환 회장이 위원장을 맡고 있는 피스컵 조직위원회의 후원을 받기로 결정하고 피스컵 코리아 2009라는 이름으로 열렸으며 2010년, 포스코가 스폰서를 얻어내며 포스코컵 2010으로 불리게 되었다. 이와 더불어서 2010년도 대회부터는 정식 명칭에서 컵대회가 아니라 리그컵으로 표기하는 것으로 공식표기법이 변경되었으며 2011년 대회에는 러시앤캐시라는 대출 브랜드로 유명한 대부금융업체 A&P파이낸셜과 손잡으면서 러시앤캐시컵 2011이라는 이름으로 열리게 되었다.
2012년에 K리그가 스플릿 시스템을 도입하여 리그 경기 수가 44개로 늘어남에 따라 리그컵을 폐지하기로 하였다.

## 역사

### 프로축구선수권대회 (1986년)
프로축구 출범 이래 4년 만에 명실상부한 프로 구단들만의 대회가 개최되었다. 그러나 프로 구단들의 강력한 요청으로 시도된 대회였음에도 대회에 참가하는 구단이나 선수들에게서 프로의 긍지를 찾기 힘들었다. 경기 내용도 프로 수준에 미치지 못해 팬들마저 관심을 갖지 않았다. 당초 아마추어 구단들과 함께 경기를 진행하는 축구대제전과 크게 달라질 것으로 기대됐던 경기 수준 역시 평범한 내용으로 일관됐다는 평가다. 5월에서 8월까지 4개월간의 경기를 벌였는데 중간에 멕시코 월드컵 본선(5월 31일~6월 29일)과 한여름의 무더위를 고려하지 않은 경기 일정, 대도시를 제외한 지방도시를 전전하는 장소 문제 등으로 열기를 확산시키지 못한 탓이다.
한국프로축구선수권대회, 프로선수권대회 등등으로 대회명칭이 잘못 알려져 있는 경우도 있으나 당시 대회 현수막과 울산 현대가 보유중인 우승 트로피에는 프로축구선수권대회로 명시되어 있다.

### 리그컵 (1992년–2011년)
아디다스컵(Adidas Cup)이라는 대회명칭으로 1992년 첫 대회가 시작되었으며 당시 아디다스 제품을 수입하던 제우교역(주)에서 1989년도부터 극비리에 추진하여 새로운 스타발굴과 선수들에게 경기경험을 축적시켜 궁극적으로 한국축구 발전을 위한다고 창설 배경을 발표하였다. 제우교역(주)이 후원하고 대한축구협회가 주관하여 대회가 개최되었으며 1992년도부터 1995년까지는 아디다스컵과 아디다스배라는 대회명칭이 혼용되어 사용되다가(당시 일화 천마가 획득한 1992년 원년 대회 트로피는 아디다스컵이라고 기재되어 있다.) 1996년부터 2003년까지 아디다스컵이라는 명칭을 사용했으며 1998년에 일시적으로 아디다스코리아컵이라는 명칭을 사용하기도 했다.
삼성 하우젠컵(Samsung Hauzen Cup)은 2004년부터 2008년까지 삼성전자가 자사의 가전제품 브랜드 하우젠을 홍보하기 위해 리그컵대회의 스폰서가 되면서 열렸던 컵 대회의 이름이다. 과거의 리그컵대회가 한겨울에 열리거나 수시로 대회 방식이 바뀌는 등, 자리를 잡지 못했던 것에 반해 2007년부터는 유럽의 축구 리그 컵 대회처럼 정규리그가 열리는 기간 중 주중(수요일) 경기로 열렸으며, 우승 팀에게는 1억원의 상금과 트로피(준우승 팀은 5천만원의 상금과 트로피)가 주어졌다. 현재의 리그컵 대회는 이 방식으로 대회가 진행되고 있다.
하우젠 컵 역시 처음에는 대회 방식이 수시로 바뀌며 대회의 정착에 어려움을 겪었다. 2004년에 2004년 하계 올림픽과 2004년 AFC 아시안컵이 개최되는 기간에 처음 열렸는데, 2005년에는 월드컵 예선 경기 때문에 K리그가 시작되기 전에 먼저 컵대회가 개최되었고, 2006년에는 2006년 FIFA 월드컵 때문에 국가대표선수들이 빠진 여름에 개최되었다.
2007년 대회부터는 전년도 K리그 우승 팀과 FA컵 우승 팀을 제외한 12개 팀이 2개 조로 나뉘어 각 그룹의 상위 두 팀과 K리그 우승 팀, FA컵 우승 팀 이렇게 여섯 팀이 6강 플레이오프에 진출해 결정하는 방식으로 진행되고 있으며, 수요일 저녁 경기로 연중 개최되는 방식으로 정착되었다.
삼성전자와 계약연장 불발로 컵대회를 스폰서 없이 치러질 뻔한 2009년 리그컵대회는 많은 우여곡절 끝에 《피스컵 조직위원회》(선문평화축구재단)와 손을 잡아 새로운 스폰서쉽을 맺으면서 피스컵 코리아 2009(Peace Cup KOREA 2009)라는 대회 이름으로 새롭게 출발하게 되는데 하필이면 개막을 하루 앞두고 후원사를 찾았다.
한국프로축구연맹은 개막을 하루 앞둔 2009년 3월 24일 피스컵조직위원회와 12억 원 규모의 후원 계약을 맺고, 2009년 리그컵 대회를 '피스컵 코리아 2009'로 이름을 붙인다고 밝혔었다. 피스컵 조직위원회는 곽정환 프로연맹 회장이 위원장을 맡았던 단체이다. 피스컵조직위원회는 지난 2003년부터 '축구를 통한 평화와 사랑'이라는 이념 아래 세계 구단 초청 경기인 '피스컵'을, 2006년부터 여자 축구 국가대표팀 초청대회인 '피스퀸컵'을 각각 격년으로 개최하고 있었다. 스폰서 가뭄 속에 '회장사'가 타이틀 스폰서로 나섰지만, 국내 리그컵 대회가 해외에서 열리는 구단컵 대회를 홍보하는 묘한 상황이 된데다, 명칭부터 기존의 '피스컵'과 혼돈을 불러일으키고 있어 논란을 일으켰었다.
이름과 함께 대회 방식도 변경이 되었다. AFC 챔피언스리그가 확대되어 4개 팀이 참가하게 되면서, 챔피언스리그 참가 4개 팀이 8강전에 먼저 진출해 각 조 1, 2위팀과 플레이오프를 갖는 형태로 변경되었다.
2010년 리그컵은 대한민국 최대의 철강업체 포스코의 후원으로 열게 되었다. 2001년 K리그 타이틀 스폰서이후 9년만에 리그컵대회 스폰서를 맡게 된 포스코는 계열 프로축구단 포항 스틸러스, 전남 드래곤즈를 운영하는 등 한국 프로축구의 저변 확대에 기여해 왔다. 2010년 대회는 포스코컵 2010 (POSCO CUP 2010)라는 이름으로 열렸었다.
2011년 대회는 러시앤캐시라는 대출브랜드로로 유명한 대부금융업체 A&P파이낸셜과 손잡으면서 러시앤캐시컵 2011라는 이름으로 열렸다.
3월16일 개막해서 5월 11일까지 예선 조별리그를 치른 뒤 6월 29일부터 7월 13일까지 8강 토너먼트로 우승 팀을 가렸다.

## 우승

### 시즌별 우승 구단
| 시즌      | 팀수      | 대회 방식                         | 우승               | 준우승           |
| --------- | --------- | --------------------------------- | ------------------ | ---------------- |
| 1986      | 6         | 4라운드 풀리그                    | 현대 호랑이        | 대우 로얄즈      |
| 1987–1991 | 1987–1991 | 대회 미개최                       | 대회 미개최        | 대회 미개최      |
| 1992      | 6         | 2라운드 풀리그 + 챔피언 결정전    | 일화 천마          | LG 치타스        |
| 1993      | 6         | 1라운드 풀리그                    | 포항제철 아톰즈    | 현대 호랑이      |
| 1994      | 7         | 1라운드 풀리그                    | 유공 코끼리        | LG 치타스        |
| 1995      | 8         | 1라운드 풀리그                    | 현대 호랑이        | 일화 천마        |
| 1996      | 9         | 1라운드 풀리그                    | 부천 유공          | 포항 아톰즈      |
| 1997      | 10        | 1라운드 풀리그                    | 부산 대우 로얄즈   | 전남 드래곤즈    |
| 1997프    | 10        | 예선 조별리그 + 본선 4강 토너먼트 | 부산 대우 로얄즈   | 포항 스틸러스    |
| 1998      | 10        | 예선 조별리그 + 본선 4강 토너먼트 | 울산 현대 호랑이   | 부천 SK          |
| 1998필    | 10        | 1라운드 풀리그                    | 부산 대우 로얄즈   | 부천 SK          |
| 1999      | 10        | 토너먼트                          | 수원 삼성 블루윙즈 | 안양 LG 치타스   |
| 1999대    | 10        | 예선 조별리그 + 본선 4강 토너먼트 | 수원 삼성 블루윙즈 | 부산 대우 로얄즈 |
| 2000      | 10        | 토너먼트                          | 수원 삼성 블루윙즈 | 성남 일화 천마   |
| 2000대    | 10        | 예선 조별리그 + 본선 4강 토너먼트 | 부천 SK            | 전남 드래곤즈    |
| 2001      | 10        | 예선 조별리그 + 본선 4강 토너먼트 | 수원 삼성 블루윙즈 | 부산 아이콘즈    |
| 2002      | 10        | 예선 조별리그 + 본선 4강 토너먼트 | 성남 일화 천마     | 울산 현대 호랑이 |
| 2003      | 2003      | 대회 미개최                       | 대회 미개최        | 대회 미개최      |
| 2004      | 13        | 1라운드 풀리그                    | 성남 일화 천마     | 대전 시티즌      |
| 2005      | 13        | 1라운드 풀리그                    | 수원 삼성 블루윙즈 | 울산 현대 호랑이 |
| 2006      | 14        | 1라운드 풀리그                    | FC 서울            | 성남 일화 천마   |
| 2007      | 14        | 예선 조별리그 + 본선 6강 토너먼트 | 울산 현대 호랑이   | FC 서울          |
| 2008      | 14        | 예선 조별리그 + 본선 6강 토너먼트 | 수원 삼성 블루윙즈 | 전남 드래곤즈    |
| 2009      | 15        | 예선 조별리그 + 본선 8강 토너먼트 | 포항 스틸러스      | 부산 아이파크    |
| 2010      | 15        | 예선 조별리그 + 본선 8강 토너먼트 | FC 서울            | 전북 현대 모터스 |
| 2011      | 16        | 예선 조별리그 + 본선 8강 토너먼트 | 울산 현대          | 부산 아이파크    |

### 구단별 우승 횟수
| 구단               | 우승 | 준우승 | 우승 연도                          | 준우승 연도                    |
| ------------------ | ---- | ------ | ---------------------------------- | ------------------------------ |
| 수원 삼성 블루윙즈 | 6    | 0      | 1999, 1999, 2000, 2001, 2005, 2008 | —                              |
| 울산 HD FC         | 5    | 3      | 1986, 1995, 1998, 2007, 2011       | 1993, 2002, 2005               |
| 부산 아이파크      | 3    | 5      | 1997, 1997프, 1998필               | 1986, 1999대, 2001, 2009, 2011 |
| 성남 일화 천마     | 3    | 3      | 1992, 2002, 2004                   | 1995, 2000, 2006               |
| 제주 SK FC         | 3    | 2      | 1994, 1996, 2000대                 | 1998, 1998필                   |
| FC 서울            | 2    | 4      | 2006, 2010                         | 1992, 1994, 1999, 2007         |
| 포항 스틸러스      | 2    | 2      | 1993, 2009                         | 1996, 1997프                   |
| 전남 드래곤즈      | 0    | 3      | —                                  | 1997, 2000대, 2008             |
| 대전 시티즌        | 0    | 1      | —                                  | 2004                           |
| 전북 현대 모터스   | 0    | 1      | —                                  | 2010                           |

## 같이 보기
- K리그
- 코리아컵
- 슈퍼컵
- 내셔널리그
- 챌린저스리그
- AFC 챔피언스리그
- 대한축구협회